# Bowls

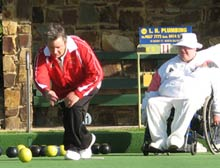
Bowlsworld.com.au turnaj

Bowls je sport, který spočívá v koulení speciální koulí s cílem přiblížit vlastní figury bowls k jacku, malé bílé kuličce. Populární je zejména na britských ostrovech, případně v dalších zemích britského společenství. V poslední době ale získává pozornost i na evropském kontinentu. Tradiční britský sport se podobá olympijskému sportu curlingu, který se ovšem hraje na ledě, a pétanque, kde se zase spíš hází, než koulí.

## Hrací plocha
Dá se hrát prakticky všude, kde je rovná plocha – v přírodě i v hale. Rozměry hřiště jsou: délka přibližně 40 metrů, šířka asi šest metrů. Velikost hřiště při hře amatérů však obvykle záleží na domluvě hráčů.

## Pravidla
Podobně jako u pétanque je cílem co nejvíce přiblížit svůj bowls k jacku, malé bílé kuličce, která slouží jako cíl. Čím více vašich bowls je blíže jacku než nejlepší soupeřův, tím více bodů. Podle profesionálních pravidel se hraje na dva sety o jedenácti endech. End znamená, že hráči vyšlou všechny své bowls a pak jdou poměřit, kdo skóroval. Pokud je poměr setů na konci nerozhodný, hrají se obvykle ještě tři tie-breakové endy, které určí vítěze. Variant počítání v bowls ovšem existuje celá řada. Oproti pétanque se s bowls nehází, ale koulí se. Po trávě, antuce, písku, koberci nebo palubovce. Bowl není symetricky kulatý, takže zatáčí a na umění hráčů je, aby vhodným manévrováním dostali svůj bowls, co nejblíže k jackovi. Dovolené je odrážet soupeřovy bowls, stejně jako posunovat jacka, takže do poslední chvíle není o výsledku rozhodnuto.

## Profesionální bowls
Sport Bowls je pro všechny věkové kategorie, což dokazuje mimo jiné věkové složení mužské světové profesionální špičky. V prosinci 2007 vyhrál Scottish Open v té době dvaapadesátiletý Andy Thompson. Bowls mají svou vlastní profesionální World Bowls Tour, kterou vysílá BBC a také česká verze Eurosportu. Kromě toho se hrají také mistrovství světa v kategoriích jednotlivců, dvojic, trojic a čtyřčlenných týmů. Bowls také tradičně patří do programu Her Commonwealthu.

## Bowls v Česku
První hřiště na bowls v ČR vzniklo v roce 2018 při oddílu cílových sportů v TJ Sokol Liboc na Praze 6.

## Organizace
- Professional Bowls Association (PBA) – není členem asociace mezinárodních sportovních federací SportAccord
- Koulové sporty sdružuje Světová konfederace koulových sportů (CMSB)
- V České republice: Česká asociace bowlsu (ČAB)
- Hřiště na bowls v ČR: TJ Sokol Liboc